# Sergio Caletti
Rubén Sergio Caletti (Buenos Aires, 30 de març de 1947-ibídem, 15 de novembre de 2015) va ser un destacat teòric de la comunicació, periodista i docent argentí. Va exercir com a Degà de la Facultat de Ciències Socials de la Universitat de Buenos Aires entre 2009 i 2014. Va morir a Buenos Aires el 15 de novembre de 2015, als 68 anys.
Va participar en la campanya de premsa de Héctor J. Cámpora el 1973 i Secretari de Premsa, Difusió i Turisme d'Oscar Bidegain, en el Govern de la Província de Buenos Aires.
Va ser professor a les universitats de Buenos Aires, Mèxic, Quilmes i Entre Ríos i la Universitat Nacional de Sant Joan.
Va estudiar en el Col·legi Nacional de Buenos Aires. Es va iniciar com a periodista en Leoplán el 1965. També va treballar, al costat de Pepe Eliaschev, Gregorio Verbitsky i uns altres, en el setmanari Anàlisi. D'extracció peronista, durant el Procés, va estar exiliat en Mèxic. Al costat de Héctor Schmucler, Nicolás Casullo, José Aricó, Jorge Bernetti i uns altres, va formar part de l'anomenat "Grup dels reflexius", cap al 1977. En 1981, van crear la revista Controvèrsia, anàlisi de la realitat argentina des de l'exili.
El 1987, Caletti va ser un dels fundadors de la carrera de Ciències de la Comunicació de la Universitat de Buenos Aires, on es va exercir com a professor titular de Teoria de la Comunicació III fins als seus últims dies. Va integrar el govern de la Facultat de Ciències Socials (UBA) en el Claustre de Professors.
El 21 de desembre de 2009 va ser escollit degà de la Facultat de Ciències Socials (UBA) per al període 2010-2014. Va ser succeït en el càrrec per Glenn Postolski.
Ha dirigit múltiples investigacions sobre comunicació, epistemologia i teoria de la ideologia. Entre unes altres, Marxisme, psicoanàlisi, comunicació: discussions althusserianes.
El seu pare va ser el filòsof Oberdán Caletti i la seva mare Elena Kaplan.

## Articles
- "La discussió encara no va acabar", La Nación (2009)
- "Una nova etapa en la crisi", Rayando los confines (2008)
- "La UBA, una oportunidad", Pàgina/12 (2013)
- "A gaudir de la seva paraula", Pàgina/12 (2015)

## Obra
- Caletti, S. "El hombre que está solo y espera muy poco: apuntes para una reflexión sobre identidades y política en la Argentina contemporánea" en AA.VV. Boletín de la Biblioteca del Congreso de la Nación. Buenos Aires. núm. 120, 2000.
- Caletti, S. "Repensar el espacio de lo público; un esbozo histórico para situar las relaciones entre medios, política y cultura" en AA.VV. Boletín de la Biblioteca del Congreso de la Nación. Buenos Aires. núm. 123.
- Caletti, S. Elementos de comunicación. Bernal: Universidad Nacional de Quilmes, 2002. ISBN 9789871782598
- AA.VV: Globalización y nuevas ciudadanías. II Jornadas Interdisciplinarias de Ciencias Sociales y Filosofía. Mar del Plata: Suárez, 2003.	 ISBN 9879494326
- AA.VV: Democracia y derechos humanos: los desafíos actuales. Buenos Aires: Paidós, 2009. ISBN 9789501245585
- Caletti, S.; Romé, N.; Sosa, M. (coords.) Lecturas de Althusser: proyecciones de un campo problemático. Buenos Aires: Imago Mundi, 2011. ISBN 9789507931178
- Caletti, S. (coord.) Sujeto, Política y Psicoanálisis. Buenos Aires: Prometeo, 2012. ISBN 9789875745353
- Caletti, S. y Romé, N. (coords.) La Intervención de Althusser. Buenos Aires: Prometeo, 2012. ISBN 9789875744974